# San Telmo (navio)
San Telmo ("San Pedro Gonzalez" ou "San Erasmus de Formiae") foi um navio de linha de 74 canhões espanhol, lançado em 1788.
Em 1819 o San Telmo, comandado pelo Capitão Rosendo Porlier, foi a nau almirante do esquadrão naval espanhol atracado em Callao (Peru) para ali fortalecer as forças coloniais, combatendo os movimentos de  independência da América Espanhola. Danificado pelo tempo severo na Passagem de Drake, no sul do Cabo Horn, naufragou em setembro de 1819.
Os 644 oficiais, soldados e marinheiros perdidos a bordo do San Telmo foram as primeiras pessoas a morrer na Antártida; partes dos escombros foram encontradas meses depois pelos primeiros caçadores de focas que alcançaram a Ilha Livingston. Certamente, se alguém do San Telmo sobreviveu para localizar comida ali, teria sido o primeiro homem na história a alcançar a Antártida.